# Petrovka (Tomsk)
Petrovka (en rus: Петровка) és un poble de l'óblast de Tomsk, a Rússia, que el 2015 tenia 308 habitants.